# أدريان كرولي
أدريان كرولي (بالإنجليزية: Adrian Crowley)‏ هو مغن مؤلف أيرلندي، ولد في 1968 في سليمة في مالطا.

## وصلات خارجية
- الموقع الرسمي
- أدريان كرولي على موقع IMDb (الإنجليزية)
- أدريان كرولي على موقع ميوزك برينز (الإنجليزية)
- أدريان كرولي على موقع ديسكوغز (الإنجليزية)